# Піпа (футболіст)
Гонсало Авіла Гордон ісп. Gonzalo Ávila Gordón, відомий як Піпа (ісп. Pipa, нар. 26 січня 1998, Аспаррагера) — іспанський футболіст, захисник «Лудогорця».

## Клубна кар'єра
Народився 26 січня 1998 року в місті Аспаррагера. Вихованець юнацьких команд футбольних клубів «Еспаньйол» та «Дамм».
У дорослому футболі дебютував 2015 року виступами за команду «Еспаньйол Б», в якій провів чотири сезони. Частину 2019 року провів в оренді в «Хімнастіку» (Таррагона), після чого повернувся і того ж року дебютував за головну команду «Еспаньйола».
У вересні 2020 року перейшов до англійського «Гаддерсфілд Таун», з яким уклав трирічний контракт.
1 лютого 2023 року перейшов до складу болгарського «Лудогорця».

## Виступи за збірні
Протягом 2016–2017 років грав у складі юнацької збірної Іспанії (U-19), взявши участь у п'яти іграх.
2019 року дебютував за молодіжну збірну Іспанії.

## Титули і досягнення
- Чемпіон Болгарії (1):

«Лудогорець»: 2022–23
- Володар Кубка Болгарії (1):

«Лудогорець»: 2022–23